# Oberonia nitidicauda
Oberonia nitidicauda är en orkidéart som beskrevs av Johannes Jacobus Smith. Oberonia nitidicauda ingår i släktet Oberonia och familjen orkidéer. Inga underarter finns listade i Catalogue of Life.